# Vriesea hainesiorum
Vriesea hainesiorum är en gräsväxtart som beskrevs av Lyman Bradford Smith. Vriesea hainesiorum ingår i släktet Vriesea och familjen Bromeliaceae. Inga underarter finns listade i Catalogue of Life.